# Provinser i Peru
Provinser i Peru. Enligt Perus administrativa indelning är de 25 departementen uppdelade i 196 provinser. Provinserna indelas i sin tur i 1875 distrikt. Provinserna framgår av nedanstående tabeller, uppdelade efter departement, där även folkmängd anges. Folkmängdsuppgiften hänför sig till 2017 års folkräkning.
Vid folkräkningen 2017 (censo) uppgick det totala invånarantalet till 31 237 385 personer, av vilka 29 381 884 personer representerar den befolkningsandel som folkbokfördes den 22 oktober 2017; och 1 855 501 representerar personer som av olika skäl inte folkbokfördes, utan har uppskattats efter en utvärderingsenkät. De icke medtagna motsvarar 5,94 procent.
För statistiska sammanhang med mera används ett klassifikationssystem UBIGEO i tre nivåer: departement, provins och distrikt. Koder för departement och provinser anges i tabellen.

## A
| Ubigeo | Departement                    | Folkmängd |
| 01     | DEPARTAMENTO AMAZONAS          | 379 384   |
| ------ | ------------------------------ | --------- |
| 0101   | Provincia Chachapoyas          | 55 506    |
| 0102   | Provincia Bagua                | 74 100    |
| 0103   | Provincia Bongará              | 25 637    |
| 0104   | Provincia Condorcanqui         | 42 470    |
| 0105   | Provincia Luya                 | 44 436    |
| 0106   | Provincia Rodríguez de Mendoza | 29 998    |
| 0107   | Provincia Utcubamba            | 107 237   |

| Ubigeo | Departement                         | Folkmängd |
| 02     | DEPARTAMENTO ÁNCASH                 | 1 083 519 |
| ------ | ----------------------------------- | --------- |
| 0201   | Provincia Huaraz                    | 163 936   |
| 0202   | Provincia Aija                      | 6316      |
| 0203   | Provincia Antonio Raymondi          | 13 650    |
| 0204   | Provincia Asunción                  | 7 378     |
| 0205   | Provincia Bolognesi                 | 23 797    |
| 0206   | Provincia Carhuaz                   | 45 184    |
| 0207   | Provincia Carlos Fermín Fitzcarrald | 17 717    |
| 0208   | Provincia Casma                     | 50 989    |
| 0209   | Provincia Corongo                   | 7 532     |
| 0210   | Provincia Huari                     | 58 714    |
| 0211   | Provincia Huarmey                   | 30 560    |
| 0212   | Provincia Huaylas                   | 51 334    |
| 0213   | Provincia Mariscal Luzuriaga        | 20 284    |
| 0214   | Provincia Ocros                     | 7 039     |
| 0215   | Provincia Pallasca                  | 23 491    |
| 0216   | Provincia Pomabamba                 | 24 794    |
| 0217   | Provincia Recuay                    | 17 185    |
| 0218   | Provincia Santa                     | 435 807   |
| 0219   | Provincia Sihuas                    | 26 971    |
| 0220   | Provincia Yungay                    | 50 841    |

| Ubigeo | Departement           | Folkmängd |
| 03     | DEPARTAMENTO APURÍMAC | 405 759   |
| ------ | --------------------- | --------- |
| 0301   | Provincia Abancay     | 110 520   |
| 0302   | Provincia Andahuaylas | 142 477   |
| 0303   | Provincia Antabamba   | 11 310    |
| 0304   | Provincia Aymaraes    | 24 307    |
| 0305   | Provincia Cotabambas  | 50 656    |
| 0306   | Provincia Chincheros  | 45 247    |
| 0307   | Provincia Grau        | 21 242    |

| Ubigeo | Departement           | Folkmängd |
| 04     | DEPARTAMENTO AREQUIPA | 1 382 730 |
| ------ | --------------------- | --------- |
| 0401   | Provincia Arequipa    | 1 080 635 |
| 0402   | Provincia Camaná      | 59 370    |
| 0403   | Provincia Caravelí    | 41 346    |
| 0404   | Provincia Castilla    | 33 629    |
| 0405   | Provincia Caylloma    | 86 771    |
| 0406   | Provincia Condesuyos  | 16 118    |
| 0407   | Provincia Islay       | 52 034    |
| 0408   | Provincia La Unión    | 12 827    |

| Ubigeo | Departement                    | Folkmängd |
| 05     | DEPARTAMENTO AYACUCHO          | 616 176   |
| ------ | ------------------------------ | --------- |
| 0501   | Provincia Huamanga             | 282 194   |
| 0502   | Provincia Cangallo             | 30 443    |
| 0503   | Provincia Huanca Sancos        | 8 409     |
| 0504   | Provincia Huanta               | 89 466    |
| 0505   | Provincia La Mar               | 70 653    |
| 0506   | Provincia Lucanas              | 51 328    |
| 0507   | Provincia Parinacochas         | 27 659    |
| 0508   | Provincia Páucar Del Sara Sara | 9 609     |
| 0509   | Provincia Sucre                | 9 445     |
| 0510   | Provincia Víctor Fajardo       | 20 109    |
| 0511   | Provincia Vilcas Huamán        | 16 861    |

## C
| Ubigeo | Departement            | Folkmängd |
| 06     | DEPARTAMENTO CAJAMARCA | 1 341 012 |
| ------ | ---------------------- | --------- |
| 0601   | Provincia Cajamarca    | 348 433   |
| 0602   | Provincia Cajabamba    | 75 687    |
| 0603   | Provincia Celendín     | 79 084    |
| 0604   | Provincia Chota        | 142 984   |
| 0605   | Provincia Contumazá    | 27 693    |
| 0606   | Provincia Cutervo      | 120 723   |
| 0607   | Provincia Hualgayoc    | 77 944    |
| 0608   | Provincia Jaén         | 185 432   |
| 0609   | Provincia San Ignacio  | 130 620   |
| 0610   | Provincia San Marcos   | 48 103    |
| 0611   | Provincia San Miguel   | 46 043    |
| 0612   | Provincia San Pablo    | 21 102    |
| 0613   | Provincia Santa Cruz   | 37 164    |

| Ubigeo | Departement                     | Folkmängd |
| 07     | PROV. CONSTITUCIONAL DEL CALLAO | 994 494   |
| ------ | ------------------------------- | --------- |

| Ubigeo | Departement             | Folkmängd |
| 08     | DEPARTAMENTO CUSCO      | 1 205 527 |
| ------ | ----------------------- | --------- |
| 0801   | Provincia Cusco         | 447 588   |
| 0802   | Provincia Acomayo       | 22 940    |
| 0803   | Provincia Anta          | 56 206    |
| 0804   | Provincia Calca         | 63 155    |
| 0805   | Provincia Canas         | 32 484    |
| 0806   | Provincia Canchis       | 95 774    |
| 0807   | Provincia Chumbivilcas  | 66 410    |
| 0808   | Provincia Espinar       | 57 582    |
| 0809   | Provincia La Convención | 147 148   |
| 0810   | Provincia Paruro        | 25 567    |
| 0811   | Provincia Paucartambo   | 42 504    |
| 0812   | Provincia Quispicanchi  | 87 430    |
| 0813   | Provincia Urubamba      | 60 739    |

## H
| Ubigeo | Departement               | Folkmängd |
| 09     | DEPARTAMENTO HUANCAVELICA | 347 639   |
| ------ | ------------------------- | --------- |
| 0901   | Provincia Huancavelica    | 115 054   |
| 0902   | Provincia Acobamba        | 38 208    |
| 0903   | Provincia Angaraes        | 49 207    |
| 0904   | Provincia Castrovirreyna  | 13 982    |
| 0905   | Provincia Churcampa       | 32 538    |
| 0906   | Provincia Huaytará        | 17 247    |
| 0907   | Provincia Tayacaja        | 81 403    |

| Ubigeo | Departement             | Folkmängd |
| 10     | DEPARTAMENTO HUÁNUCO    | 721 047   |
| ------ | ----------------------- | --------- |
| 1001   | Provincia Huánuco       | 293 397   |
| 1002   | Provincia Ambo          | 50 880    |
| 1003   | Provincia Dos de Mayo   | 33 258    |
| 1004   | Provincia Huacaybamba   | 16 551    |
| 1005   | Provincia Huamalíes     | 52 039    |
| 1006   | Provincia Leoncio Prado | 127 793   |
| 1007   | Provincia Marañón       | 26 622    |
| 1008   | Provincia Pachitea      | 49 159    |
| 1009   | Provincia Puerto Inca   | 32 538    |
| 1010   | Provincia Lauricocha    | 18 913    |
| 1011   | Provincia Yarowilca     | 19 897    |

## I
| Ubigeo | Departement       | Folkmängd |
| 11     | DEPARTAMENTO ICA  | 850 765   |
| ------ | ----------------- | --------- |
| 1101   | Provincia Ica     | 391 519   |
| 1102   | Provincia Chincha | 226 113   |
| 1103   | Provincia Nasca   | 69 157    |
| 1104   | Provincia Palpa   | 13 232    |
| 1105   | Provincia Pisco   | 150 744   |

## J
| Ubigeo | Departement           | Folkmängd |
| 12     | DEPARTAMENTO JUNÍN    | 1 246 038 |
| ------ | --------------------- | --------- |
| 1201   | Provincia Huancayo    | 545 615   |
| 1202   | Provincia Concepción  | 55 591    |
| 1203   | Provincia Chanchamayo | 151 489   |
| 1204   | Provincia Jauja       | 83 257    |
| 1205   | Provincia Junín       | 23 133    |
| 1206   | Provincia Satipo      | 203 985   |
| 1207   | Provincia Tarma       | 89 590    |
| 1208   | Provincia Yauli       | 40 390    |
| 1209   | Provincia Chupaca     | 52 988    |

## L
| Ubigeo | Departement                 | Folkmängd |
| 13     | DEPARTAMENTO LA LIBERTAD    | 1 778 080 |
| ------ | --------------------------- | --------- |
| 1301   | Provincia Trujillo          | 970 016   |
| 1302   | Provincia Ascope            | 115 786   |
| 1303   | Provincia Bolívar           | 14 457    |
| 1304   | Provincia Chepén            | 78 418    |
| 1305   | Provincia Julcán            | 28 024    |
| 1306   | Provincia Otuzco            | 77 862    |
| 1307   | Provincia Pacasmayo         | 102 897   |
| 1308   | Provincia Pataz             | 76 103    |
| 1309   | Provincia Sánchez Carrión   | 144 405   |
| 1310   | Provincia Santiago de Chuco | 50 896    |
| 1311   | Provincia Gran Chimú        | 26 892    |
| 1312   | Provincia Virú              | 92 324    |

| Ubigeo | Departement             | Folkmängd |
| 14     | DEPARTAMENTO LAMBAYEQUE | 1 197 260 |
| ------ | ----------------------- | --------- |
| 1401   | Provincia Chiclayo      | 799 675   |
| 1402   | Provincia Ferreñafe     | 97 415    |
| 1403   | Provincia Lambayeque    | 300 170   |

| Ubigeo | Departement          | Folkmängd |
| 15     | DEPARTAMENTO LIMA    | 9 485 405 |
| ------ | -------------------- | --------- |
| 1501   | Provincia de Lima*)  | 8 574 974 |
|        | Región Lima**)       | 910 431   |
| 1502   | Provincia Barranca   | 144 381   |
| 1503   | Provincia Cajatambo  | 6 559     |
| 1504   | Provincia Canta      | 11 548    |
| 1505   | Provincia Cañete     | 240 013   |
| 1506   | Provincia Huaral     | 183 898   |
| 1507   | Provincia Huarochirí | 58 145    |
| 1508   | Provincia Huaura     | 227 685   |
| 1509   | Provincia Oyón       | 17 739    |
| 1510   | Provincia Yauyos     | 20 463    |

*) Innefattar de 43 distrikten i provinsen Lima.
**)Till region Lima räknas i statistiken Barranca, Cajatambo, Canta, Cañete, Huaral, Huarochiri, Huaura, Oyón och Yauyos.
| Ubigeo | Departement                       | Folkmängd |
| 16     | DEPARTAMENTO LORETO               | 883 510   |
| ------ | --------------------------------- | --------- |
| 1601   | Provincia Maynas                  | 479 866   |
| 1602   | Provincia Alto Amazonas           | 122 725   |
| 1603   | Provincia Loreto                  | 62 437    |
| 1604   | Provincia Mariscal Ramón Castilla | 49 072    |
| 1605   | Provincia Requena                 | 58 511    |
| 1606   | Provincia Ucayali                 | 54 637    |
| 1607   | Provincia Datem del Marañón       | 48 482    |
| 1608   | Provincia Putumayo                | 7 780     |

## M
| Ubigeo | Departement                | Folkmängd |
| 17     | DEPARTAMENTO MADRE DE DIOS | 141 070   |
| ------ | -------------------------- | --------- |
| 1701   | Provincia Tambopata        | 111 474   |
| 1702   | Provincia Manu             | 18 549    |
| 1703   | Provincia Tahuamanu        | 11 047    |

| Ubigeo | Departement                     | Folkmängd |
| 18     | DEPARTAMENTO MOQUEGUA           | 174 863   |
| ------ | ------------------------------- | --------- |
| 1801   | Provincia Mariscal Nieto        | 85 349    |
| 1802   | Provincia General Sánchez Cerro | 14 865    |
| 1803   | Provincia Ilo                   | 74 649    |

## P
| Ubigeo | Departement                      | Folkmängd |
| 19     | DEPARTAMENTO PASCO               | 254 065   |
| ------ | -------------------------------- | --------- |
| 1901   | Provincia Pasco                  | 123 015   |
| 1902   | Provincia Daniel Alcides Carrión | 43 580    |
| 1903   | Provincia Oxapampa               | 87 470    |

| Ubigeo | Departement           | Folkmängd |
| 20     | DEPARTAMENTO PIURA    | 1 856 809 |
| ------ | --------------------- | --------- |
| 2001   | Provincia Piura       | 799 321   |
| 2002   | Provincia Ayabaca     | 119 287   |
| 2003   | Provincia Huancabamba | 111 501   |
| 2004   | Provincia Morropón    | 162 027   |
| 2005   | Provincia Paita       | 129 892   |
| 2006   | Provincia Sullana     | 311 454   |
| 2007   | Provincia Talara      | 144 150   |
| 2008   | Provincia Sechura     | 79 177    |

| Ubigeo | Departement                     | Folkmängd |
| 21     | DEPARTAMENTO PUNO               | 1 172 697 |
| ------ | ------------------------------- | --------- |
| 2101   | Provincia Puno                  | 219 494   |
| 2102   | Provincia Azángaro              | 110 392   |
| 2103   | Provincia Carabaya              | 73 322    |
| 2104   | Provincia Chucuito              | 89 002    |
| 2105   | Provincia El Collao             | 63 878    |
| 2106   | Provincia Huancané              | 57 651    |
| 2107   | Provincia Lampa                 | 40 856    |
| 2108   | Provincia Melgar                | 67 138    |
| 2109   | Provincia Moho                  | 19 753    |
| 2110   | Provincia San Antonio de Putina | 36 113    |
| 2111   | Provincia San Román             | 307 417   |
| 2112   | Provincia Sandia                | 50 742    |
| 2113   | Provincia Yunguyo               | 36 939    |

## S
| Ubigeo | Departement                | Folkmängd |
| 22     | DEPARTAMENTO SAN MARTÍN    | 813 381   |
| ------ | -------------------------- | --------- |
| 2201   | Provincia Moyobamba        | 122 365   |
| 2202   | Provincia Bellavista       | 55 033    |
| 2203   | Provincia El Dorado        | 36 752    |
| 2204   | Provincia Huallaga         | 27 506    |
| 2205   | Provincia Lamas            | 81 521    |
| 2206   | Provincia Mariscal Cáceres | 64 626    |
| 2207   | Provincia Picota           | 40 545    |
| 2208   | Provincia Rioja            | 122 544   |
| 2209   | Provincia San Martín       | 193 095   |
| 2210   | Provincia Tocache          | 69 394    |

## T
| Ubigeo | Departement             | Folkmängd |
| 23     | DEPARTAMENTO TACNA      | 329 332   |
| ------ | ----------------------- | --------- |
| 2301   | Provincia Tacna         | 306 363   |
| 2302   | Provincia Candarave     | 6 102     |
| 2303   | Provincia Jorge Basadre | 10 773    |
| 2304   | Provincia Tarata        | 6 094     |

| Ubigeo | Departement                     | Folkmängd |
| 24     | DEPARTAMENTO TUMBES             | 224 863   |
| ------ | ------------------------------- | --------- |
| 2401   | Provincia Tumbes                | 154 962   |
| 2402   | Provincia Contralmirante Villar | 21 057    |
| 2403   | Provincia Zarumilla             | 48 844    |

## U
| Ubigeo | Departement                | Folkmängd |
| 25     | DEPARTAMENTO UCAYALI       | 496 459   |
| ------ | -------------------------- | --------- |
| 2501   | Provincia Coronel Portillo | 384 168   |
| 2502   | Provincia Atalaya          | 49 324    |
| 2503   | Provincia Padre Abad       | 60 107    |
| 2504   | Provincia Purús            | 2 860     |

| Totalt folkbokförda (censado) den 22 oktober 2017 | Totalt folkbokförda (censado) den 22 oktober 2017 |
| PERU                                              | 29 381 884                                        |
| ------------------------------------------------- | ------------------------------------------------- |